# Mnemone (magistrato)
Il termine mnemone (in greco antico: μνήμων?, colui che ricorda o colui che rammenta) contraddistingueva un'istituzione del diritto arcaico della Grecia antica.
Inizialmente, in un'epoca arcaica in cui i Greci non avevano ancora adottato la loro forma di scrittura fonetica, e la memoria, sia collettiva sia individuale, era confinata a una dimensione esclusivamente orale, gli mnemoni erano figure alle quali era demandato il compito di "ricordare" il passato, "registrandolo" nella propria memoria; questa funzione operava a beneficio di chi si trovava a dover prendere decisioni legali basandosi proprio sulle informazioni registrate in questa sorta di "archivi" mentali.
Attraverso simili figure, depositarie di una "memoria vivente", passava una sorta di istituzionalizzazione della memoria collettiva, dovuta al riconoscimento della sua importanza sociale; anche in seguito, con l'evolversi della società, e con l'espansione della scrittura, questa funzione sociale non perse la sua importanza: il ruolo dei mnemoni, adattandosi ai mutamenti dei tempi, si trasformò in quello di archivisti.

## Origini mitiche
Si ritiene che la sua origine sia da ricercare in ambito mitico-religioso: nella mitologia greca, come nel caso dell'omonimo attendente di Achille durante la Guerra di Troia, lo Mnemone era un attendente che aveva il compito di ricordare all'eroe di una necessità superiore o divina, la cui dimenticanza poteva procurargli la disgrazia o causarne la morte. Fu solo in seguito che questa figura si trasferì da un orizzonte mitico a un terreno propriamente giuridico e civile, andando a incarnarsi in una magistratura.
L'apparizione di tali figure di magistrati si lega tuttavia non solo al mito ma anche all'affermarsi dell'urbanizzazione della società.

## Ruoli
La nascita di questa istituzione, come si può vedere, avviene essenzialmente da un orizzonte mitico-religioso anziché su un più consono terreno giuridico. Questa eterogenesi del mnemone riflette anche un altro importante aspetto sotteso a questa figura: il suo ruolo mnemonico non era infatti ristretto alla sfera della formazione della verità giuridica, ma toccava diversi altri aspetti.
Lo si ritrova, ad esempio, con "funzioni tecniche" nell'Odissea di omerica. Nella commedia Le nuvole di Aristofane, lo mnemone assume invece il compito di curatore del calendario delle celebrazioni religiose. In altro luogo storiografico, invece, i suoi compiti assumono connotati politico-religiosi.

### Forme occasionali di memoria collettiva
In alcuni casi, sappiamo che il ruolo di depositario di una memoria a fini legali poteva essere assunto da figure occasionali e non istituzionali, e limitatamente a una determinata circostanza: Teofrasto testimonia come, nella città di Turii, nel caso di un cambio di proprietà, vi fosse l'usanza di corrispondere un compenso in moneta ai tre vicini più prossimi: il compito che essi erano chiamati a svolgere, in forma simbolicamente remunerata, assolveva anch'esso, seppur occasionalmente, alla funzione sociale di ricordo e testimonianza dell'evento giuridico.

## Affievolimento del ruolo dell'oralità: la trasformazione in archivisti
In un'epoca più matura, non più dominata dalla dimensione dell'oralità, la figura non conobbe declino ma subì una metamorfosi: con una sorta di traslazione del senso, il termine andò a indicare quei magistrati a cui era affidata la conservazione delle registrazioni scritte. Trasformandosi, di fatto, nella funzione archivistica l'antica istituzione mostra la capacità di adattarsi alle mutate condizioni culturali, testimoniando come, pur in una società dominata dalla scrittura, non venisse meno la funzione sociale della memoria e l'esigenza di depositarla nel tessuto sociale attraverso vie istituzionali.